# Antonio Berney
Antoine-Alexandre Berney, conocido por su nombre castellanizado Antonio Alejandro Berney (Francia, ¿?-Peniche, costa de Portugal, 2 de febrero de 1786), fue un profesor de latín y de matemáticas francés.
Vivió en Chile a finales de la era colonial y fue uno de los integrantes de la llamada «conspiración de los tres Antonios».

## Biografía
En 1776 llegó a Chile para trabajar como profesor de latín y de matemáticas en el Convictorio Carolino en Santiago.
Era un asiduo lector de la Encyclopédie, y en 1780 formuló un plan para establecer en Chile una república independiente de España. Convenció a su compatriota Antonio Gramusset y al criollo José Antonio de Rojas para unírsele e intentar llevarlo a cabo; sin embargo, fueron pronto descubiertos, denunciados y arrestados el 1 de enero de 1781.
Él y Gramusset, por ser extranjeros, fueron enviados a Lima, donde fueron puestos en prisión; posteriormente, fueron enviados a España para ser juzgados. Sin embargo, el navío que los transportaba, el San Pedro de Alcántara, se hundió al chocar contra las rocas durante una tormenta frente a Peniche, al norte de Lisboa, a las 22:30 del 2 de febrero de 1786. Berney murió en dicho naufragio.